# Vrije Basisschool Aalbeke
De Vrije Basisschool in het Belgisch dorp Aalbeke is een katholieke basisschool. De school is gevestigd in het dorpscentrum, in de Lauwsestraat 11. Naast de school bevindt zich een klooster dat een grote rol speelde in de ontwikkeling van de basisschool. 

## Geschiedenis
Toen bij de eerste schoolstrijd de lokale gemeenteschool religievrij werd, probeerde de Aalbeekse pastoor, Constantijn Gravet, hier wat aan te doen door met eigen financiële middelen in privaat katholiek onderwijs te voorzien. In een lokaal van café "De Beer" werd een jongensschooltje opgericht, waar de koster les gaf. Aan meisjes werd lesgegeven door enkele vrouwen thuis, en in een privéschooltje. Ook in de armenschool werd onderwezen. Omwille van deze onduidelijke toestand met niet gediplomeerde lesgevers, werd pastoor Gravet ontboden bij de Brugse bisschop Faict. Er moest een klooster gesticht worden, om in degelijk onderwijs te kunnen voorzien.
Pastoor Gravet verkreeg van juffrouw Theresia Cottignies (1800-1892) een stuk weide langs de Lauwsestraat. Hier zou een school en klooster gebouwd worden. In het klooster vestigden zich vier kloosterzusters, die door hun overste gestuurd werden vanuit Lichtervelde. Het werd ingewijd in 1882.
Door de zusters een werd pensionaat opgericht, uitsluitend bedoeld voor jongens. Deze kostschool werd geleid door de aanwezige zuster en telde rond de eeuwwisseling ongeveer een 100-tal leerlingen. Dit grote aantal jongens vroeg een uitbreiding van het bestaande gebouw. Er kwam in 1898 een boerderij bij, in 1901 een kapel en het jaar erna was een nieuwe jongensschool beschikbaar.
In het pensionaat werd in het Frans lesgegeven; een groot aantal leerlingen was overigens ook uit Noord-Frankrijk afkomstig. In 1896 waren in het pensionaat 31 leerlingen ingeschreven, namelijk 10 uit Tourcoing, 7 uit Roubaix, 1 uit Brugge, 1 uit Wambrechies, 2 uit Croix, 3 uit Wattrelos, 1 uit Wevelgem, 1 uit Menen, 1 uit Kortrijk, 2 uit Halluin, 1 uit Pottes, en 1 uit Schalafie.
Deze kostschool had zodanig veel succes dat, net voor de Eerste Wereldoorlog, een tweede verdieping op het gebouw werd geplaatst. De kostschool had in 1913 al 165 ingeschrevenen.
In 1932 kende Aalbeke zijn eigen schoolstrijd. Na een verkiezingsnederlaag van de lokale liberalen bleven een veertigtal kinderen weg uit de kloosterschool. De oppositie wou een gemengde klas inrichten in de gemeenteschool, wat echter door de katholieke meerderheid werd verworpen.
In die tijd verbleef ook Hugo Claus in de kostschool. Hij verwerkte zijn ervaringen in Het verdriet van België.
In 1948 werd een nieuw internaat gebouwd. De school werd grondig gerenoveerd in 1960. In 1976 schafte men het internaat af. In die tijd ging men ook over tot gemengd onderwijs. De laatste grote verbouwingswerken dateren van 1980, toen een gloednieuw klooster en nieuwe school werden opgericht. In 1985 werden deze gebouwen ingewijd…
Vandaag bestaat de school uit twee afdelingen. De hoofdafdeling waar het kleuter- en lager onderwijs wordt gegeven, bevindt zich nog steeds op deze plaats. Naast de hoofdafdeling heeft de school ook een wijkafdeling, "de wijkschool", aan de Sterrebergstraat ten zuiden van het dorpscentrum. In deze nevenafdeling wordt alleen het kleuteronderwijs gegeven.